# Bahnhof Østerport

Der Bahnhof Østerport, früher Østbanegården und Østerbro, ist ein Fernbahnhof sowie ein S-Bahn-Bahnhof in Kopenhagen. Er liegt im Zentrum von Kopenhagen im Bereich ehemaliger Wallanlagen, an der Grenze zwischen den Stadtteilen Østerbro und Indre By. Er ist nach dem Østerport, einem ehemaligen Stadttor der Kopenhagener Stadtbefestigung benannt. Täglich nutzen 35.000 Reisende den Bahnhof.

## Geschichte
Der Bahnhof wurde 1897 als südlicher Endbahnhof der Bahnstrecke København–Helsingør von Kopenhagen nach Helsingør eröffnet. Seit 1934 ist der Bahnhof an das Streckennetz der S-Bahn Kopenhagen und seit 2019 an den Cityring der Metro Kopenhagen angeschlossen.
Für die Architektur war der dänische Eisenbahnarchitekt Heinrich Wenck zuständig.

## Neugestaltung
Ende der 2010er Jahre wurde der Bahnhof umgebaut und ist seitdem ein Umsteigebahnhof zwischen der Metro Kopenhagen, S-tog sowie dem Regional- und Fernverkehr. Der Bahnhof Østerport ist ein Endpunkt einer stündlichen Intercity-Linie nach Esbjerg.